# Акбалык (Новосибирская область)
Акбалык — исчезнувший аул в Венгеровском районе Новосибирской области России. На момент упразднения входил в состав Воробьёвского сельсовета. Исключен из учётных данных в 1968 году.

## География
Располагалась у озера Большой Акбалык, в 11 км к северо-востоку от села Воробьёво.

## История
Аул был основан в 1852 году. В 1928 году состоял из 28 хозяйств. В административном отношении являлся центром Акбалыкского сельсовета Меньшиковского района Барабинского округа Сибирского края.
Решением Новосибирского облисполкома от 31.12.1968 г. деревня исключена из учётных данных.

## Население
По переписи 1926 г. в ауле проживало 125 человек (63 мужчины и 62 женщины), основное население — барабинцы.